# Zelin Resiana
Zelin Resiana (* 9. Juli 1972 in Magelang) ist eine ehemalige indonesische Badmintonspielerin. Sie wurde 1994 und 1996 Weltmeisterin mit der indonesischen Damenmannschaft.

## Karriere
Zelin Resiana war eine Spezialistin für Doppel und Mixed. Im Damendoppel gewann Zelin Resiana die US Open 1996, die Indonesia Open 1996 und 1997 sowie die Südostasienspiele 1997 mit Eliza Nathanael. Zweimal stand sie mit ihr auch im Finale der All England. Bei Olympia 1996 schafften sie es bis ins Viertelfinale. Bronze holten sie sich bei der Badminton-Weltmeisterschaft 1997 in Glasgow.

## Erfolge
| Saison    | Veranstaltung              | Disziplin   | Platz | Name                              |
| --------- | -------------------------- | ----------- | ----- | --------------------------------- |
| 1992      | Thailand Open              | Mixed       | 2     | Denny Kantono / Zelin Resiana     |
| 1993      | China Open                 | Damendoppel | 3     | Eliza Nathanael / Zelin Resiana   |
| 1993      | Hong Kong Open             | Damendoppel | 2     | Eliza Nathanael / Zelin Resiana   |
| 1994      | Uber Cup                   | Damenteam   | 1     | Indonesien                        |
| 1994/1995 | German Open                | Damendoppel | 1     | Eliza Nathanael / Zelin Resiana   |
| 1995      | All England                | Damendoppel | 2     | Eliza Nathanael / Zelin Resiana   |
| 1996      | Uber Cup                   | Damenteam   | 1     | Indonesien                        |
| 1996      | US Open                    | Damendoppel | 1     | Zelin Resiana / Eliza Nathanael   |
| 1996      | Indonesia Open             | Damendoppel | 1     | Zelin Resiana / Eliza Nathanael   |
| 1996      | Olympia                    | Damendoppel | 5     | Eliza Nathanael / Zelin Resiana   |
| 1997      | Weltmeisterschaft          | Damendoppel | 3     | Zelin Resiana / Eliza Nathanael   |
| 1997      | Indonesia Open             | Damendoppel | 1     | Zelin Resiana / Eliza Nathanael   |
| 1997      | Indonesische Meisterschaft | Mixed       | 1     | Tri Kusharyanto / Zelin Resiana   |
| 1997      | Thailand Open              | Damendoppel | 2     | Eliza Nathanael / Zelin Resiana   |
| 1997      | Japan Open                 | Damendoppel | 2     | Eliza Nathanael / Zelin Resiana   |
| 1997      | All England                | Damendoppel | 2     | Eliza Nathanael / Zelin Resiana   |
| 1997      | Indonesische Meisterschaft | Damendoppel | 1     | Eliza Nathanael / Zelin Resiana   |
| 1998      | Uber Cup                   | Damenteam   | 2     | Indonesien                        |
| 1998      | Asienmeisterschaft         | Mixed       | 3     | Bambang Suprianto / Zelin Resiana |
| 1998      | Hong Kong Open             | Mixed       | 3     | Bambang Suprianto / Zelin Resiana |
| 1998      | All England                | Damendoppel | 3     | Eliza / Zelin Resiana             |
| 1998      | Indonesia Open             | Mixed       | 3     | Bambang Suprianto / Zelin Resiana |
| 1998      | Japan Open                 | Damendoppel | 3     | Zelin Resiana / Eliza Nathanael   |
| 1998      | Indonesia Open             | Damendoppel | 5     | Zelin Resiana / Minarti Timur     |
| 1999      | Indonesia Open             | Mixed       | 2     | Bambang Suprianto / Zelin Resiana |
| 1999      | Chinese Taipei Open        | Mixed       | 2     | Bambang Suprianto / Zelin Resiana |
| 1999      | All England                | Mixed       | 3     | Bambang Suprianto / Zelin Resiana |
| 1999      | Asienmeisterschaft         | Mixed       | 3     | Tri Kusharyanto / Zelin Resiana   |
| 2000      | Indonesia Open             | Damendoppel | 5     | Minarti Timur / Zelin Resiana     |
| 2000      | Chinese Taipei Open        | Mixed       | 3     | Bambang Suprianto / Zelin Resiana |
| 2000      | All England                | Mixed       | 5     | Bambang Suprianto / Zelin Resiana |
| 2000      | Indonesia Open             | Mixed       | 3     | Bambang Suprianto / Zelin Resiana |
| 2000      | Japan Open                 | Mixed       | 3     | Bambang Suprianto / Zelin Resiana |
| 2000      | Olympia                    | Mixed       | 5     | Bambang Suprianto / Zelin Resiana |